# Polaroid SX-70
Le Polaroid SX-70 est un appareil photographique instantané à visée reflex produit par l'entreprise Polaroid de 1972 à 1981 sous divers modèles.
Au départ, la mise au point est manuelle. En 1976 sort le Sonar AF system, un système de mise au point automatique débrayable. À partir de 1982, l'appareil change de dénomination pour devenir le SLR 680 suivi du SLR 690 en 1996 ; tous deux font partie de la famille des « SX-70 » (même architecture) mais utilisent le film Polaroid de type 600.

## Appareil

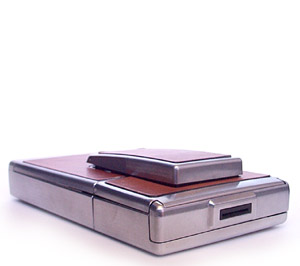
L'appareil replié

Le boîtier est fait de polymère thermoplastique avec une finition, selon les modèles, de chromage métallique (modèle original et suivants) ou noir mat (à partir de 1975), ou en PVC noir (Model 2 et 3) ou blanc (1975-1977, Model 2 uniquement) avec des faces couvertes de cuir ou de Skaï, dans le plus pur style des années 1970. Son format pliable fait, grâce à une chambre noire faite d'une membrane en caoutchouc, que fermé, il fait à peine 4 cm d'épaisseur. Le système optique ne variera pas au cours des années, il comprend quatre éléments pour 116 mm f/8 (ouvertures de f/8 à f/22, vitesses de 1/175 à 10 secondes). La distance minimum de mise au point est de 26,5 cm (10,4 pouces).

## Film
Il utilise un format de film spécifique, le SX-70, une cartouche de dix poses d'une sensibilité ISO 160. Le film lui-même est grandement amélioré en 1980 et devient le SX-70 Time-Zero Supercolor (« Time-Zero » car au développement plus rapide et « Supercolor » parce qu'offrant des couleurs plus riches) lequel n'est plus produit depuis 2006 par Polaroid. Chaque pack de films contient une batterie de 6 V servant à faire fonctionner les parties électriques de l'appareil (obturateur, posemètre, moteur d'éjection du film et mise au point automatique pour les modèles équipés).
En 2008, « The Impossible Project » (le projet impossible), une entreprise située aux Pays-Bas créée par onze salariés de l'ancienne usine Polaroid d'Enschede a repris la fabrication de films dont la vente se fait sur Internet et dans des circuits spécialisés. L'entreprise rachète en 2017 PLR IP Holding, société détentrice des droits de propriété intellectuelle de Polaroid. Dès lors, les films seront vendus sous le nom Polaroid Originals. En 2020, l'entreprise refond sa charte graphique et ne retient que le nom Polaroid ainsi que le traditionnel motif arc-en-ciel. Depuis l'ère Impossible Project, les cartouches ne contiennent que huit poses.

## Accessoires
Le boîtier pouvait accueillir un « flashbar », système de flash contenant dix ampoules au magnésium (cinq sur chaque face) ou différents flash électroniques, un jeu de bonnettes pour la macrophotographie, un « Teleconverter » (multiplicateur de focale sous forme de bonnette) multipliant la focale par 1,5, un retardateur de déclenchement et divers étuis.

## Modifications
Cet appareil cher au cœur de ses utilisateurs peut faire l'objet de nombreuses modifications, essentiellement liées à son consommable. La cartouche SX-70 pouvant être difficile à trouver et étant moins sensible que la cartouche Polaroid 600, diverses entreprises et particuliers ont développés des systèmes permettant d'utiliser cette dernière.

### Filtres ND
Ces filtres se placent soit sur le plan du film soit devant ou derrière l'objectif. Ils réduisent la quantité de lumière atteignant le film, compensant sa sensibilité plus élevée. On ne profite donc pas de celle-ci, les temps de pose restant les mêmes que pour le film SX-70. C'est une façon très simple d'utiliser du film 600.

### Modification du posemètre
Il est possible de modifier le posemètre intégré su SX-70 pour l'ajuster au film 600. Cela implique le remplacement d'un condensateur ou d'une résistance sur la carte électronique contrôlant l'obturateur. Il existe également des cartes de remplacement modernes permettant de choisir la sensibilité utilisée.

### Modification de l'alimentation
Afin d'utiliser les nouveaux films i-Type ne contenant pas de pile, il existe différents fabricants fournissant des solutions pour alimenter l'appareil avec des piles alcalines ou des batteries lithium-ion. Ces modifications doivent être conjointes à une modification pour films 600, les films i-Type faisant également ISO 640.